# South Hampton (Nuevo Hampshire)
South Hampton es un pueblo ubicado en el condado de Rockingham en el estado estadounidense de Nuevo Hampshire. En el Censo de 2010 tenía una población de 814 habitantes y una densidad poblacional de 39,18 personas por km².

## Geografía
South Hampton se encuentra ubicado en las coordenadas 42°53′23″N 70°57′33″O / 42.88972, -70.95917. Según la Oficina del Censo de los Estados Unidos, South Hampton tiene una superficie total de 20.78 km², de la cual 20.42 km² corresponden a tierra firme y (1.7%) 0.35 km² es agua.

## Demografía
Según el censo de 2010, había 814 personas residiendo en South Hampton. La densidad de población era de 39,18 hab./km². De los 814 habitantes, South Hampton estaba compuesto por el 96.56% blancos, el 0.98% eran afroamericanos, el 0% eran amerindios, el 0.49% eran asiáticos, el 0% eran isleños del Pacífico, el 0.37% eran de otras razas y el 1.6% pertenecían a dos o más razas. Del total de la población el 1.6% eran hispanos o latinos de cualquier raza.